# Не завидуй багатому
«Не завидуй багатому» — вірш Тараса Шевченка, написаний 1844 року в Миргороді. Вірш був занесений до рукописної збірки поета «Три літа».

## Написання та публікація
Зберігся один чистовий автограф у рукописній збірці «Три літа». Вірш датується за автографом: 4 жовтня 1845 року, та місцем написання — Миргород (автограф датовано: «4 октября 1845. Миргород»). 
Первісний автограф не відомий. У квітні — червні 1846 року, перебуваючи в Києві, Шевченко переписав вірш з невідомого автографа до рукописної збірки «Три літа».
Вперше за невстановленим джерелом вірш надруковано в журналі «Основа» (1861, № 3, стор. 2) зі значними відмінами від автографа. Очевидно, з цензурних міркувань редакція журналу переінакшила рядки 19 — 20 (замість «Нема раю на всій землі, Та нема й на небі» надруковано «Нема раю на всім світі, — Хіба що на небі?»).
Не витримано в першодруці графічну композицію Шевченкового тексту: два рядки зведено в один, від чого римування стало суміжним, а весь твір поділено на п’ять дворядкових строф.
Відомі списки походять від тексту першодруку.
Вперше введено до збірки творів у виданні: «Кобзарь Тараса Шевченка / Коштом Д. Е. Кожанчикова» (СПб., 1867, стор. 227), і того ж року у виданні: «Поезії Тараса Шевченка» (Львів, 1867, том 1, стор. 239 — 240).

## Мотиви та складова
Імпульсом до написання вірша «Не завидуй багатому...», як і наступного — «Не женися на багатій...» стала, ймовірно, невдача, яка спіткала Шевченка, коли він зібрався посвататися до Феодосії Кошиць, дочки кирилівського священика Григорія Кошиця, під час перебування в Кирилівці наприкінці вересня 1845 року. Поет подобався Феодосії, проте її батьки, в яких Шевченко колись наймитував, вважали його нерівнею і перешкодили шлюбові. Роздуми поета на тему людського щастя та шляхів його досягнення розгортаються на основі мотиву марної суєтності (осудження гонитви за уявними цінностями, яким протиставлено цінності справжні) наближено до схеми, відомої ще з античної літератури та Біблії. Мотив марності буденної житейської суєти, невиправданості зусиль, зосереджених на досягненні матеріальних достатків та почестей, найповніше серед ближчих попередників Шевченка в українській літературі розробив Г. С. Сковорода. Відгуки (на образно-тематичному та композиційному рівнях) 12 та 21 пісень із «Саду божественных песней» простежуються у віршах «Не завидуй багатому...» та «Не женися на багатій...».